# Tennis op de Olympische Zomerspelen 2024 (gemengddubbel)
Het dubbelspel tennis gemengd op de Olympische Zomerspelen 2024 vond plaats van maandag 29 juli tot en met vrijdag 2 augustus 2024. Het evenement werd georganiseerd door de International Tennis Federation onder auspiciën van het Internationaal Olympisch Comité.
Er werd gespeeld in het Stade Roland-Garros met gravel als ondergrond. Elke wedstrijd telde twee sets en eventueel een match-tiebreak. Bij een setstand van 6–6 werd een tiebreak gespeeld. Bij een stand van 1–1 in sets werd een match-tiebreak tot 10 punten gespeeld.
Vier duo's kregen vooraf een geplaatste status, waardoor ze elkaar ontliepen bij de loting die plaatsvond op 25 juli. De inschrijving liep tot 24 juli: tennissers die meededen aan het enkel- of dubbelspel konden tijdens het toernooi beslissen of ze ook zouden opgaan voor het gemengd dubbelspel, met een maximum van één duo per land.

## Toernooisamenvatting
Regerend olympisch kampioenen Anastasija Pavljoetsjenkova en Andrej Roebljov namen geen van beiden deel aan de spelen.
Nederland werd vertegenwoordigd door Demi Schuurs en Wesley Koolhof – zij grepen nèt naast de medailles. Er waren geen Belgische deelnemers.
Het Canadese team, bestaande uit Gabriela Dabrowski en Félix Auger-Aliassime, won de bronzen medaille.
De gouden medaille werd gewonnen door het Tsjechische koppel Kateřina Siniaková en Tomáš Macháč – zij versloegen in de finale het Chinese koppel Wang Xinyu en Zhang Zhizhen. Voor zowel Siniaková als Macháč was het hun eerste gemengd dubbelspeltitel. Siniaková had in Tokio olympisch goud in het damesdubbelspel gewonnen.

## Geplaatste teams
| Nr. | Team                             | Land             | Resultaat    | Uitgeschakeld door                       |
| --- | -------------------------------- | ---------------- | ------------ | ---------------------------------------- |
| 1.  | Laura Siegemund Alexander Zverev | Duitsland        | eerste ronde | Kateřina Siniaková Tomáš Macháč          |
| 2.  | Ellen Perez Matthew Ebden        | Australië        | tweede ronde | Wang Xinyu Zhang Zhizhen                 |
| 3.  | Cori Gauff Taylor Fritz          | Verenigde Staten | tweede ronde | Gabriela Dabrowski Félix Auger-Aliassime |
| 4.  | Maria Sakkari Stéfanos Tsitsipás | Griekenland      | eerste ronde | Demi Schuurs Wesley Koolhof              |

## Toernooischema
| Legenda | Legenda                  |
| ------- | ------------------------ |
| Q       | Qualifier                |
| WC      | Deelname via wildcard    |
| LL      | Lucky Loser              |
| r       | Opgave / trok zich terug |
| w/o     | Walk-over                |
| Alt     | Alternate                |
| SE      | Special Exempt           |
| PR      | Protected Ranking        |
| d       | Diskwalificatie          |

| eerste ronde | eerste ronde                             | eerste ronde | eerste ronde | eerste ronde |  |    | tweede ronde                             | tweede ronde                    | tweede ronde | tweede ronde | tweede ronde |  |  | halve finale | halve finale                             | halve finale | halve finale | halve finale |  |                  | finale                                   | finale                          | finale           | finale           | finale |
|              |                                          |              |              |              |  |    |                                          |                                 |              |              |              |  |  |              |                                          |              |              |              |  |                  |                                          |                                 |                  |                  |        |
| 1            | Laura Siegemund Alexander Zverev         | 4            | 5            |              |  |    |                                          |                                 |              |              |              |  |  |              |                                          |              |              |              |  |                  |                                          |                                 |                  |                  |        |
|              | Kateřina Siniaková Tomáš Macháč          | 6            | 7            |              |  |    |                                          | Kateřina Siniaková Tomáš Macháč | 7            | 6            |              |  |  |              |                                          |              |              |              |  |                  |                                          |                                 |                  |                  |        |
|              | Caroline Garcia Édouard Roger-Vasselin   | 4            | 6            | [7]          |  | PR | Ena Shibahara Kei Nishikori              | 5                               | 2            |              |              |  |  |              |                                          |              |              |              |  |                  |                                          |                                 |                  |                  |        |
|              | Ena Shibahara Kei Nishikori              | 6            | 3            | [10]         |  |    |                                          |                                 |              |              |              |  |  |              | Kateřina Siniaková Tomáš Macháč          | 6            | 6            |              |  |                  |                                          |                                 |                  |                  |        |
| 3            | Cori Gauff Taylor Fritz                  | 6            | 6            | [10]         |  |    |                                          |                                 |              |              |              |  |  |              | Gabriela Dabrowski Félix Auger-Aliassime | 3            | 3            |              |  |                  |                                          |                                 |                  |                  |        |
| Alt          | Nadia Podoroska Máximo González          | 1            | 78           | [5]          |  |    | 3                                        | Cori Gauff Taylor Fritz         | 62           | 6            | [8]          |  |  |              |                                          |              |              |              |  |                  |                                          |                                 |                  |                  |        |
|              | Heather Watson Joe Salisbury             | 5            | 6            | [3]          |  |    | Gabriela Dabrowski Félix Auger-Aliassime | 7                               | 3            | [10]         |              |  |  |              |                                          |              |              |              |  |                  |                                          |                                 |                  |                  |        |
|              | Gabriela Dabrowski Félix Auger-Aliassime | 7            | 4            | [10]         |  |    |                                          |                                 |              |              |              |  |  |              |                                          |              |              |              |  |                  |                                          | Kateřina Siniaková Tomáš Macháč | 6                | 5                | [10]   |
|              | Sara Errani Andrea Vavassori             | 6            | 6            |              |  |    |                                          |                                 |              |              |              |  |  |              |                                          |              |              |              |  |                  | Alt                                      | Wang Xinyu Zhang Zhizhen        | 2                | 7                | [8]    |
|              | Mirra Andrejeva Daniil Medvedev          | 3            | 2            |              |  |    |                                          | Sara Errani Andrea Vavassori    | 7            | 3            | [9]          |  |  |              |                                          |              |              |              |  |                  |                                          |                                 |                  |                  |        |
|              | Demi Schuurs Wesley Koolhof              | 6            | 7            |              |  |    | Demi Schuurs Wesley Koolhof              | 64                              | 6            | [11]         |              |  |  |              |                                          |              |              |              |  |                  |                                          |                                 |                  |                  |        |
| 4            | Maria Sakkari Stéfanos Tsitsipás         | 4            | 63           |              |  |    |                                          |                                 |              |              |              |  |  |              | Demi Schuurs Wesley Koolhof              | 6            | 4            | [4]          |  |                  |                                          |                                 |                  |                  |        |
| Alt          | Luisa Stefani Thiago Seyboth Wild        | 6            | 3            | [8]          |  |    |                                          |                                 |              |              |              |  |  | Alt          | Wang Xinyu Zhang Zhizhen                 | 2            | 6            | [10]         |  |                  |                                          |                                 |                  |                  |        |
| Alt          | Wang Xinyu Zhang Zhizhen                 | 3            | 6            | [10]         |  |    | Alt                                      | Wang Xinyu Zhang Zhizhen        | 68           | 710          | [10]         |  |  |              |                                          |              |              |              |  | bronzen medaille | bronzen medaille                         | bronzen medaille                | bronzen medaille | bronzen medaille |        |
|              | Sara Sorribes Tormo Marcel Granollers    | 3            | 4            |              |  | 2  | Ellen Perez Matthew Ebden                | 710                             | 68           | [5]          |              |  |  |              |                                          |              |              |              |  |                  | Gabriela Dabrowski Félix Auger-Aliassime | 6                               | 7                |                  |        |
| 2            | Ellen Perez Matthew Ebden                | 6            | 6            |              |  |    |                                          |                                 |              |              |              |  |  |              |                                          |              |              |              |  |                  |                                          | Demi Schuurs Wesley Koolhof     | 3                | 62               |        |